# Rhododrilus monticola
Rhododrilus monticola är en ringmaskart som först beskrevs av Frank Evers Beddard 1895.  Rhododrilus monticola ingår i släktet Rhododrilus och familjen Acanthodrilidae. Inga underarter finns listade i Catalogue of Life.